# Krusha Peak
Der Krusha Peak (englisch; bulgarisch връх Круша wrach Kruscha) ist ein 2800 m hoher Berg im westantarktischen Ellsworthland. In der südlichen Sentinel Range des Ellsworthgebirges ragt er 6,94 km östlich des Chaplin Peak, 3,87 km südlich des Mount Strybing, 2,88 km westsüdwestlich des Mount Allen und 4,83 km nordwestlich des Mount Liptak auf. Der Bolgrad-Gletscher liegt südöstlich und der Brook-Gletscher nordwestlich von ihm.
US-amerikanische Wissenschaftler kartierten ihn 1988. Die bulgarische Kommission für Antarktische Geographische Namen benannte ihn 2010 nach dem bulgarischen Gelehrten Sacharij Kruscha (1808–1891).